# Julien Penel
Antoine Julien Oscar Penel, né le 25 août 1843 à Silhac (Ardèche) et mort le 26 septembre 1908 dans le 8e arrondissement de Paris, est un administrateur colonial français.

## Biographie
Il fait des études de théologie protestante conclues par une thèse soutenue en 1869 à la faculté de théologie protestante de Strasbourg.
Combattant de la Guerre franco-allemande de 1870, Julien Penel a d'abord été pasteur avant d'exercer de 1880 à 1890 le métier de journaliste dans la presse républicaine, au sein de laquelle il exerce aussi des responsabilités syndicales.
Il inaugure sa carrière coloniale comme chargé de mission au Soudan français de 1892 à 1895, avec pour mission l'établissement d'un code des coutumes indigènes. Il en tire une publication intitulée Coutumes soudanaises. Les coutumes des malinkés, sarakollés ou soninkés, khassonkés (3 volumes in-4°).
Il est commissaire du Soudan à l'Exposition universelle, internationale et coloniale de Lyon de 1894. Nommé résident de France à Madagascar en décembre 1895, il subit un siège de six mois en 1896 avant d'être dégagé et évacué par une colonne militaire française, et revient en métropole en 1897.
Julien Penel intègre le cadre des administrateurs des colonies en 1897. En poste en Côte d'Ivoire de 1898 à 1899, il y exerce les fonctions de gouverneur par intérim d'avril à juillet 1899. Promu administrateur en chef et appelé au Sénégal comme commandant de cercle en 1900, il occupe le poste de délégué du gouverneur général de l'Afrique-Occidentale française par intérim de mai 1901 à décembre 1903, puis est promu inspecteur des affaires indigènes de l'AOF à compter du 1er janvier 1904. Il exerce les responsabilités de lieutenant gouverneur par intérim de la Colonie du Dahomey en l'absence de Victor Liotard à partir de janvier 1904, puis celles de secrétaire général du Dahomey à partir de juin suivant. Il est gouverneur du Sénégal en 1905, où il succède à Charles Rognon et précède Georges Poulet.

## Décoration
- Chevalier de la Légion d'honneur (2 janvier 1904)